# Eunidia octoplagiata
Eunidia octoplagiata är en skalbaggsart som beskrevs av Stefan von Breuning 1955. Eunidia octoplagiata ingår i släktet Eunidia och familjen långhorningar. Inga underarter finns listade i Catalogue of Life.